# Říšská rada (Rakousko)
Říšská rada (německy Reichsrat) byl nejvyšší zákonodárný sbor Rakouského císařství, fungující od roku 1861 do roku 1918 (po přijetí rakousko-uherského vyrovnání roku 1867 šlo o zákonodárný sbor předlitavské části Rakouska-Uherska). Sídlila ve Vídni.
Její vznik stanovila únorová ústava roku 1861. Do přijetí dubnové ústavy byla volena nepřímo, zemskými sněmy, následně došlo k zavedení přímých voleb. Šlo o dvoukomorový parlament, sestávající z volené Poslanecké sněmovny a nevolené Panské sněmovny. Volební systém do Poslanecké sněmovny byl zpočátku kuriový, s volebním cenzem, později bylo sérií reforem volební právo rozšiřováno a roku 1907 došlo k zavedení všeobecného a rovného volebního práva pro muže. V 60. a 70. letech 19. století v Říšské radě dominovala německá liberální centralistická Ústavní strana, později složení Poslanecké sněmovny Říšské rady rostoucí měrou odráželo fragmentovaný národnostní, třídní a ideologický charakter obyvatelstva.

## Historie do roku 1860

### Říšský sněm 1848–1849
První celostátní zákonodárný sbor Rakouského císařství vznikl během revolučního roku 1848, kdy tzv. dubnová ústava (také Pillersdorfova ústava) z 25. dubna 1848 stanovila vznik ústavodárného Říšského sněmu jehož poslanci byli zvoleni ve volbách v červnu 1848.
Mělo jít o celostátní jednokomorový zákonodárný orgán s císařským právem veta. 22. června 1848 zahájili zasedání ve Vídni, které pak od listopadu 1848 pokračovalo po přesunu z hlavního města jako tzv. Kroměřížský sněm. Ten ovšem císař 7. března 1849 rozpustil s odůvodněním, že na něm chybějí uherští delegáti, a vydal tzv. březnovou či oktrojovanou ústavu. Ta předpokládala dvoukomorový Říšský sněm, byla však roku 1851 tzv. silvestrovskými patenty zrušena. Do roku 1859 pak císař vládl jako absolutní monarcha bez parlamentní kontroly.

### Rozmnožená Říšská rada
Roku 1859 musel ministerský předseda Alexander Bach pro neúspěchy abdikovat a neoabsolutistický systém začal procházet reformami. 5. března 1860 byla svolána Rozmnožená Říšská rada coby poradní (nikoliv zákonodárný) orgán panovníka. Zasedala od května do září 1860. Měla 60 členů. 17. července získala i jisté rozhodovací kompetence. Koncem září navrhla změny v politickém systému spočívající k návratu k historickým individualitám, zejména autonomie jednotlivých korunních zemí.

## Vznik Říšské rady roku 1861

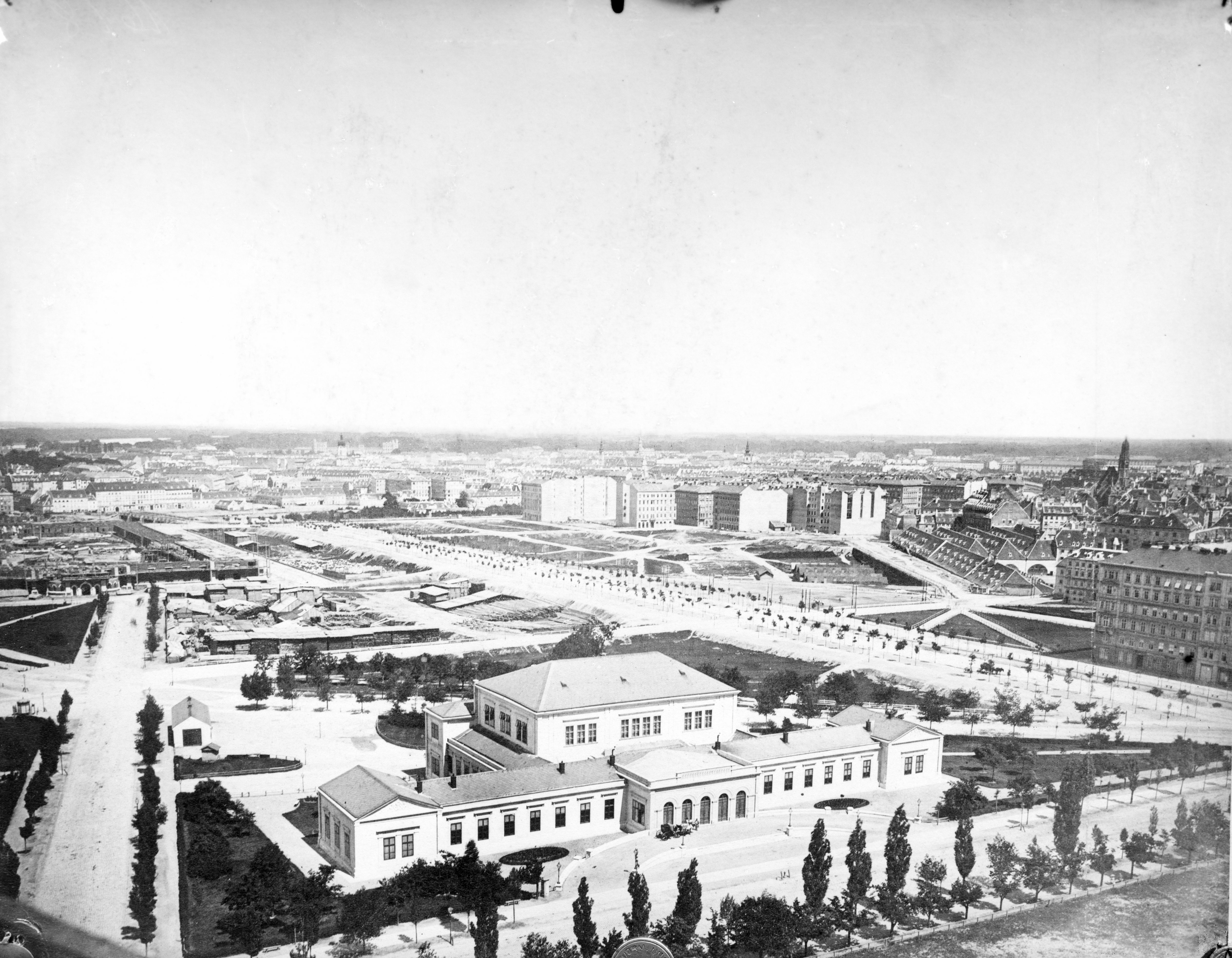
Provizorní budova Poslanecké sněmovny roku 1861

Říjnový diplom z roku 1860 vydaný císařem předpokládal obnovení ústavního systému vlády, zřízení celostátního parlamentu a rozsáhlou zemskou autonomii. Roku 1861 pak vydal císař tzv. únorovou ústavu. Ta zřídila dvoukomorovou Říšskou radu. Tak se Rakousko stalo konstituční monarchií.
Říšská rada se skládala ze dvou komor:
- Poslanecké sněmovny Říšské rady, dolní komora, volená, do roku 1873 nepřímo, pak v přímých volbách
- Panské sněmovny, horní komora, nevolená, zčásti obsazovaná doživotně jmenováním od panovníka.

### Složení a pravomoci Poslanecké sněmovny Říšské rady
Poslanecká sněmovna Říšské rady byla podle únorové ústavy z roku 1861 koncipována jako širší a užší. Širší Říšská rada (343 členů) měla reprezentovat všechny korunní země monarchie, užší Říšská rada (203 členů) neměla zahrnovat poslance za Lombardsko-benátské království a za Země Koruny svatoštěpánské.
Poslanci byli voleni zemskými sněmy podle přesně stanovených početních poměrů:
| Země    | Uhersko | Čechy | Lomb.-Benát. | Dalmác. | Chorv.-Slav. | Halič | Dol. Rak. | Hor. Rak. | Salcbursko | Štýr. | Korut. | Kraň. | Bukovina | Sedmihrad. | Morava | Slezsko | Tyrol. a Vor. | Terst, Istr., Gorice | celkem |
| Mandátů | 85      | 54    | 20           | 5       | 9            | 38    | 18        | 10        | 3          | 13    | 5      | 6     | 5        | 26         | 22     | 6       | 12            | 6                    | 343    |

Širší Říšská rada se měla zabývat otázkami společnými pro celou monarchii. Fakticky se ovšem parlament nikdy v tomto širokém plénu nesešel. Z 343 poslanců se jich dostavilo jen 200. Benátsko ani Uherské země do Říšské rady své zástupce nevyslaly (s výjimkou několika poslanců za Sedmihradsko). Reálně se tak sešla jen užší Říšská rada.
V mimořádných případech panovník měl možnost nařídit i přímé volby do Říšské rady. Panovník rovněž jmenoval předsedu Poslanecké sněmovny (i Panské sněmovny). Další parlamentní funkcionáře si volila sama Říšská rada. Ústava stanovila, že Říšská rada bude panovníkem svolávána každý rok.
Co se týče zákonodárného procesu měla legislativní návrhy předkládat vláda, ale Říšská rada měla jisté možnosti zákonodárné iniciativy. Zákony musely být schváleny oběma komorami a potvrzeny císařem. V nutných případech mohla ovšem zákonné normy vydávat i exekutivní moc, pouze s povinností je zpětně zdůvodnit v parlamentu (tedy nikoliv s povinnosti je zpětně schvalovat Říšskou radou). Běžné zákony se schvalovaly prostou nadpoloviční většinou, základní zákony většinou dvoutřetinovou. Funkční období sněmovny bylo odvozeno o funkčních období zemských sněmů. Císař mohl rovněž sněmovnu odročit nebo rozpustit. Významnou změnou oproti říjnovému diplomu bylo to, že pravomoci Říšské rady nebyly taxativně stanoveny, nýbrž naopak kompetence zemských sněmů byly explicitně vyjmenovány s tím, že ostatní otázky přísluší Říšské radě. Šlo o značný posun od federativního k unitárnímu pojetí státu.

### Složení a pravomoci Panské sněmovny Říšské rady
Panská sněmovna neměla podle únorové ústavy z roku 1861 definovaný počet členů. Ústava stanovila, že jejími členy jsou:
- Princové císařského rodu, získávali členství automaticky
- Zástupci předních šlechtických rodů, kterým císař propůjčil dědičné členství
- Příslušníci vysokého duchovenstva (všichni arcibiskupové a biskupové)
- Doživotními členy se mohou stát význační muži, kteří se zasloužili o stát, církev, vědu nebo umění, jmenováni císařem[3]

## Další vývoj Říšské rady po roce 1861

### Prosincová ústava
Období od roku 1861 do roku 1865 bylo provázeno trvajícími spory o státoprávní uspořádání monarchie, zejména postavení Uherska. Roku 1865 proto vydal císař zářijový manifest, kterým pozastavil platnost ústavy a rozpustil Říšskou radu. Status Uherska měl projednat Uherský sněm. Po následující dva roky nemělo Rakouské císařství celostátní zákonodárný sbor.
Po porážce v prusko-rakouské válce roku 1866 a rakousko-uherském vyrovnání roku 1867 byla přijata tzv. prosincová ústava, která obnovovala v základních obrysech Říšskou radu dle únorové ústavy z roku 1861, ovšem nyní již jen jako parlament Předlitavska (Království a země na říšské radě zastoupené), tedy dosavadní užší Říšská rada, bez Uherska (Benátsko bylo mezitím připojeno k Itálii). Počet poslanců delegovaných jednotlivými předlitavskými zemskými sněmy byl zachován a celkový počet poslanců tak činil 203. Prosincovou ústavu, tedy soubor významných zákonů, projednala Říšská rada během roku 1867. Poprvé se sešla 20. května 1867. Prosincová ústava výslovně Říšské radě přiznávala zákonodárnou moc, zatímco v letech 1861–1865 šlo stále formálně o pouhý poradní sbor panovníka.
Zároveň došlo k posílení role parlamentu. Exekutiva již nemohla vydávat zákonné normy s pouhým dodatečným zdůvodněním, ale musela do několika týdnů takové zákony předložit oběma komorám ke schválení. Předsedy parlamentních komor nově volil sám parlament.

### Zavedení přímých voleb roku 1873

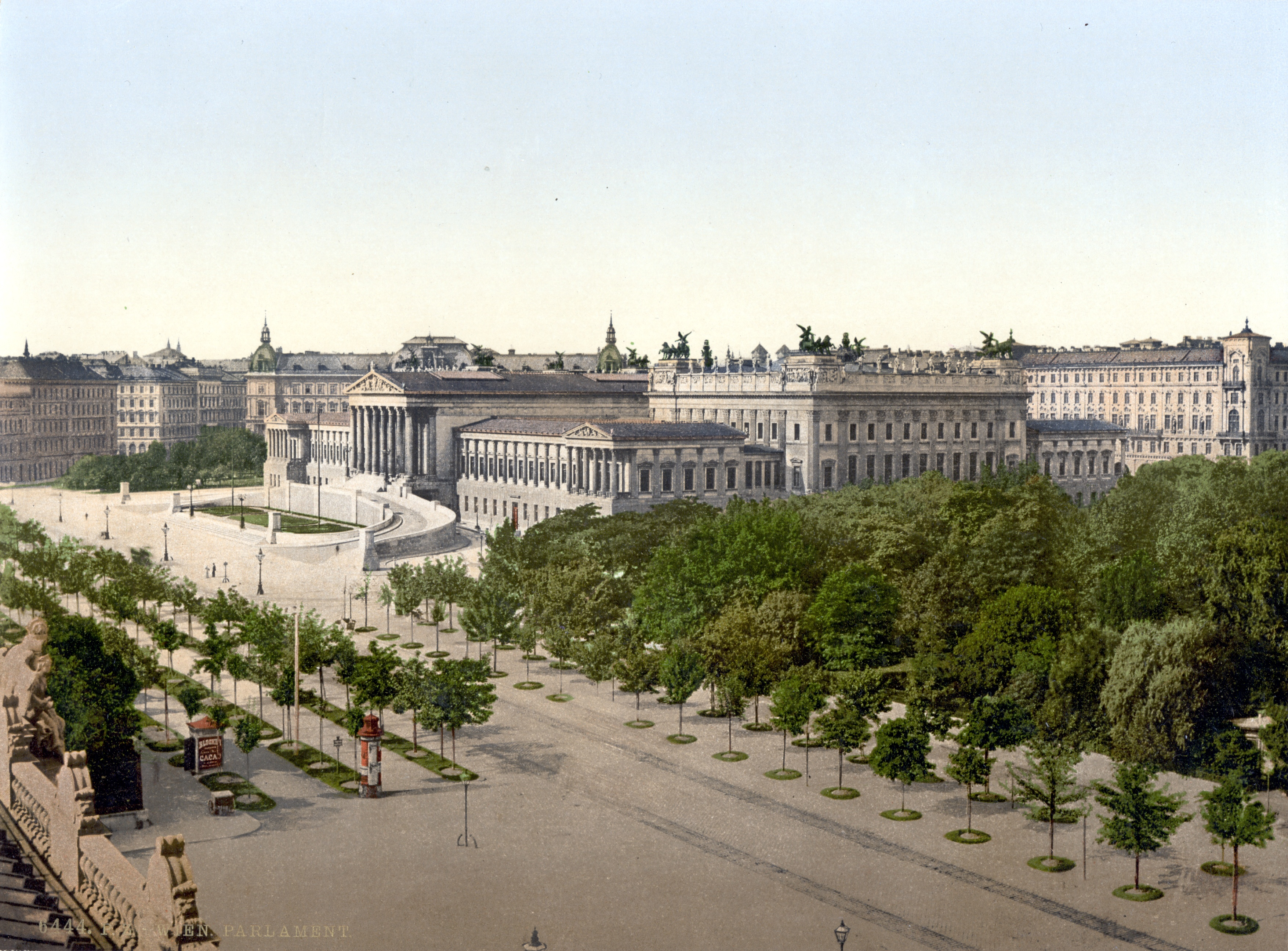
Parlament ve Vídni okolo roku 1900

V roce 1873 došlo k oslabení zemských sněmů a dalšímu posílení centralistického charakteru ústavního systému Předlitavska. V Říšské radě byl (při neúčasti velké části federalistických poslanců včetně těch českých) schválen ústavní Zákon o přímých volbách, někdy nazývaný dubnovou ústavou. Volby do zemských sněmů a do Říšské rady poté již probíhaly odděleně a podle odlišných pravidel. Počet poslanců se v rámci reformy zvýšil na 353. Kromě velkostatkářské kurie, městské kurie a kurie venkovských obcí přibyla i nová samostatná kurie obchodních a živnostenských komor. Poprvé byl tento nový systém uplatněn při volbách do Říšské rady roku 1873.

### Další reformy volebního práva
Postupně docházelo k dalším reformám volebního práva. Volební reforma 1882, kterou prosadila vláda Eduarda Taaffeho, zachovávala kuriový systém i volební cenzus (omezení volebního práva daňovým odvodem), ale změkčovala kritéria pro přiznání volebního práva. V městské kurii a v kurii venkovských obcí nyní stačil roční daňový odvod 5 zlatých na přímých daních (takzvaní pětizlatkoví voliči). Počet oprávněných voličů vzrostl řádově o několik set tisíc.
Výraznou změnu přinesla Badeniho volební reforma roku 1896. I ta zachovávala kuriální volební systém, ale k dosavadním čtyřem kuriím (velkostatkářská, městská, kurie obchodních a živnostenských komor a kurie venkovských obcí) přibyla kurie pátá, všeobecná. Zatímco volební právo v čtyřech původních kuriích omezoval daňově definovaný volební cenzus, pátá kurie zahrnovala všechny muže starší 24 let. Počet poslanců Říšské rady byl zároveň zvýšen na 425. Poprvé tento se nový systém uplatnil ve volbách do Říšské rady roku 1897.

### Všeobecné a rovné volební právo

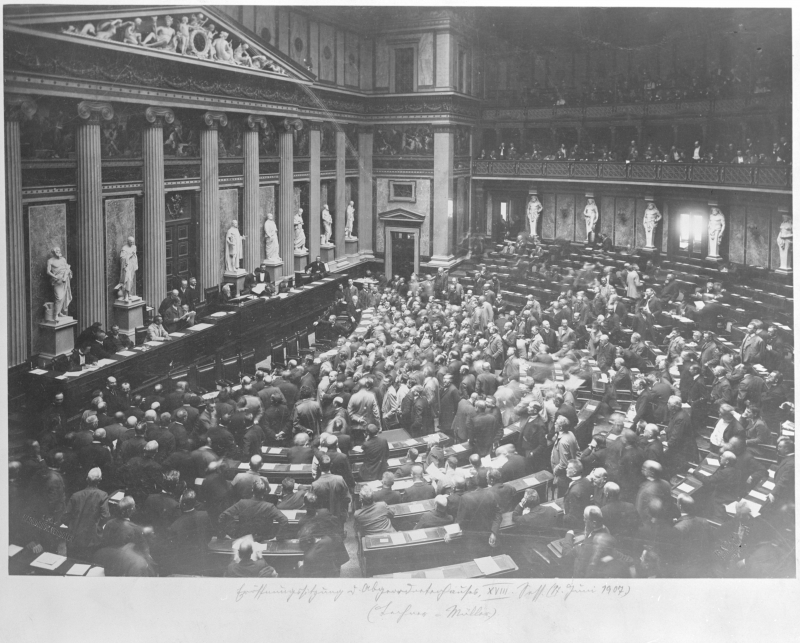
Ustavující schůze Poslanecké sněmovny po volbách roku 1907

V roce 1906 Říšská rada odsouhlasila pod tlakem velkých demonstrací návrh na komplexní změnu volebního systému, na jehož základě bylo v Předlitavsku zavedeno všeobecné a rovné volební právo pro muže, čímž zanikl systém kurií a omezení daná volebním cenzem. Počet poslanců byl nově stanoven na 516. Přesto distribuce mandátů byla asymetrická ve prospěch regionů s vyšším zastoupením německého obyvatelstva a venkovských oblastí před městy. Na volby do zemských sněmů neměla reforma vliv (například Český zemský sněm nebo Slezský zemský sněm až do zániku monarchie fungovaly podle kuriového zastoupení). Reformu stvrdily volby do Říšské rady v roce 1907. I pak, stejně jako po následných volbách v roce 1911 ale předlitavský parlament zůstal extrémně fragmentovaný. Vlády v něm jen těžko hledaly trvalou většinu.

### Říšská rada za první světové války a zánik Rakouska-Uherska
Vláda Karla Stürgkha během první světové války po několik let Říšskou radu vůbec nesvolala. Obnovení zasedání parlamentu (první schůze Říšské rady se konala 30. května 1917) na sklonku války vedlo k nové politické polarizaci, do které stále více promlouvaly i odstředivé, autonomistické a separatistické tendence jednotlivých neněmeckých národností.
Panská sněmovna se naposledy sešla 30. října 1918. Poslanecká sněmovna naposledy jednala 12. listopadu 1918, přičemž schůze se tehdy účastnilo již jen málo neněmeckých členů.
Koncem října 1918 se od Rakouska-Uherska osamostatnily české oblasti Čech a Moravy, dále jihoslovanské regiony (Kraňsko, Dalmácie a jižní Štýrsko). Státoprávní změny probíhaly i v etnicky německém centru monarchie. 21. října 1918 se sešli němečtí poslanci Říšské rady a prohlásili se za Provizorní národní shromáždění Německého Rakouska, které poté fungovalo do února 1919. Říšská rada přestala existovat společně se zánikem Rakouska-Uherska.
Zřejmě posledním žijícím členem Říšské rady byl český poslanec Rudolf Malík ze Žarošic, který zemřel v roce 1969.

## Názorové proudy a vývoj stranického spektra v Říšské radě

### Centralismus versus federalismus
Dominantní dělicí linií v Poslanecké sněmovně Říšské radě byl spor dvou vzájemně neslučitelných koncepcí státu:
- Zejména německá část obyvatelstva chtěla silný, liberální a centralistický stát s demokratickým režimem a širokými občanskými svobodami.
- V ostatních částech populace převládaly snahy o decentralizaci a historicky založenou zemskou nebo národní autonomii. V případě Uherska šlo o rezolutní požadavek obnovy historického uherského státu

Stoupenci federalismu sledovali centralistickou demokratizaci s podezřením až nepřátelstvím a často se uchylovali k obstrukcím nebo Říšskou radu zcela ignorovali. Počátkem 60. let 19. století se na Říšské radě odmítli podílet poslanci z Uherska (zasedali zde pouze někteří poslanci německé a rumunské národnosti ze Sedmihradska). To byla také státoprávní strategie českých zástupců, Národní čili Staročeské strany. Distanc vůči centralismu se ovšem netýkal jen Čechů ale i státoprávně a autonomisticky orientovaných poslanců z řad Poláků, Jihoslovanů i některých německorakouských konzervativců z alpských oblastí (zejména Tyrolsko). Federalisté únorovou ústavu z roku 1867 odmítali a například čeští poslanci v rámci pasivní rezistence mandáty v Říšské radě nepřebírali. Podobně postupovali mnozí další federalisticky orientovaní poslanci jiných národností. Koncem 60. letech tak po vlně několika rezignací byl parlament složen jen z části politických elit Předlitavska, dominovala německo-rakouská liberálně a centralisticky orientovaná skupina (takzvaná Německá ústavní strana).
V 70. letech 19. století se jako hlavní federalistická a konzervativní síla oponující německorakouským liberálům z Ústavní strany zformovala takzvaná Strana práva, kterou na Říšské radě reprezentoval Hohenwartův klub. Po celou dekádu ale v Říšské radě dominovali centralisté. Čeští státoprávní politici se po volby do Říšské rady roku 1873 nadále na činnosti poslanecké sněmovny odmítali podílet, protože přímé parlamentní volby chápali jako další centralistické oslabení tradiční zemské autonomie. Nicméně čeští poslanci z Moravy tuto pasivní rezistenci krátce po volbách ukončili.
Změnu českého postoje přinesly až volby do Říšské rady roku 1879, v nichž čeští poslanci své mandáty přijali a aktivně vstoupili na parlamentní půdu. Volby zároveň přinesly úspěch autonomistických a konzervativních sil, které pak jako aliance Čechů, Poláků a německorakouských konzervativců vytvořily dlouhodobou sněmovní většinu (takzvaný železný kruh pravice), jejímž představitelem se stala dlouho fungující vláda Eduarda Taaffeho. Ta ve funkci setrvala až do počátku 90. let. V tomto období tedy v Poslanecké sněmovně Říšské rady dominovala aliance autonomistických, federalistických a konzervativních sil.

### Další fragmentace politického spektra
Volební reformy z 80. a 90. let zvýšily výrazně počet oprávněných voličů a s tím se silové poměry ve sněmovně komplikovaly. Soudržnost a převaha železného kruhu pravice v 90. letech 19. století vymizela a v parlamentu přibývaly ideologicky a etnicky definované frakce. Například po volbách roku 1897 měly tři nejsilnější poslanecké kluby mladočeši, Polský klub a Německá pokroková strana dohromady jen 168 mandátů ze 425. Jednání parlamentu opakovaně paralyzovaly obstrukce a jednotlivé předlitavské kabinety se často uchylovaly k vládnutí bez trvalé parlamentní opory.
Od konce 19. století v Poslanecké sněmovně Říšské rady zasedali i sociální demokraté, kteří se po zavedení všeobecného a rovného volebního práva v roce 1907 stali významnou parlamentní silou. Ovšem nešlo fakticky o jednotný celostátní subjekt, protože každá národnost v Předlitavsku měla vlastní sociálně demokratickou stranu. To platilo i pro další světonázorové proudy, takže existovaly samostatné české/německé/polské... strany klerikální/agrární/konzervativní...

### Vývoj politického spektra jednotlivých etnik na Říšské radě

#### Vývoj politického spektra Němců v Předlitavsku
Od počátku 60. let až do konce let 70. dominovala německorakouské politické scéně tzv. Ústavní strana, která navazovala na dědictví liberálního proudu z dob revolučního roku 1848. Byla obhájcem liberálního ústavního systému a centralizovaného státu a odpůrcem klerikalismu a federalistických a autonomistických aspirací neněmeckých etnik monarchie. Od 70. let 19. století se v rámci ústavní strany vyprofilovaly dva proudy: klasičtí liberálové (staroněmci) a více národovecky orientovaní mladoněmci. Kromě toho ještě jako její spojenec mezi šlechtou působila Strana ústavověrného velkostatku. Menší sociálně reformistickou liberální frakci s podporou ve vídeňských volebních obvodech představoval Klub demokratů. V roce 1881 se většina ústavověrných a liberálních proudů spojila do početného parlamentního klubu Vereinigte Linke. Ten se ale po volbách roku 1885 opět rozpadl, nyní na Deutscher Club (Německý klub), který se profiloval nacionálně, a zbytkový Deutschösterreichischer Club (Německorakouský klub). V roce 1887 se od Německého klubu odtrhla ještě radikálnější národovecká skupina Deutschnationale Vereinigung (též nazývána Deutschnationaler Club). Koncem dekády byla částečně obnovena jednota ústavověrných sil na Říšské radě, nyní pod názvem Vereinigte deutsche Linke.
Naopak konzervativní a federalistická stanoviska prosazovala tzv. Strana práva (Hohenwartův klub), se silnou podporou zejména v alpských zemích (například v Tyrolsku byly silné federalistické tendence). Koncept centralizovaného a liberálního rakouského státu odmítala i konzervativní šlechta. Katolický (a ne nutně federalistický) světonázorový proud reprezentoval od roku 1881 Liechtensteinův klub. Na pomezí mezi konzervativním a liberálním blokem stál Coroniniho klub, založený roku 1882. V něm ovšem zasedali i poslanci italského původu.
V 90. letech se německorakouské politické spektrum začalo dále dělit a rozšiřovat o nové proudy. Na klerikální stanoviska Liechtensteinova klubu tehdy navázala Katolická lidová strana. Novým typem katolického politického subjektu byla Křesťansko-sociální strana založená roku 1893, která kombinovala prvky klerikalismu se sociálním reformismem a antisemitismem. Vyhrocené národnostní spory vedly k etablování nacionálních politických stran, jejichž ideovým základem byl už tzv. Linecký program z roku 1882. V 90. letech se v jeho intencích pohybovala Německá lidová strana. Ještě vypjatější nacionální agitaci, doprovázenou kromě antisemitismu i orientací na velkoněmeckou myšlenku, vnesl do Říšské rady Georg von Schönerer, který na přelomu století ustavil tzv. Všeněmecké sjednocení. Od něj se později oddělila Německá radikální strana
Stavovské zájmy rolnictva hájila od přelomu století Německá agrární strana. Zcela novým prvkem v Říšské radě byla Sociálně demokratická strana Rakouska, jejíž zástupci usedli v parlamentu díky rozšíření volebního práva poprvé po volbách roku 1897. Ta zpočátku aspirovala na supraetnický charakter, ovšem fakticky byla omezena jen na etnicky německé sociální demokraty, zatímco sociálně demokratické strany jiných národnostní fungovaly v rostoucí míře jako nezávislé subjekty. Na přelomu století, i v reakci na vzestup sociálních demokratů, vznikla Německá dělnická strana, která kombinovala prvky sociální a nacionální, odmítala marxismus a v jejím programu byl silný antisemitismus.
Původní ústavověrný liberální proud byl rozšiřováním počtu oprávněných voličů o nižší společenské vrstvy oslaben. Koncem 19. století se zformoval do moderní Německé pokrokové strany. V roce 1910 vznikl na Říšské radě Německý národní svaz, volná aliance německých pokrokářů, lidové strany a radikální strany (včetně agrární strany), jež měla spojit národovecky zaměřené síly.

#### Vývoj politického spektra Čechů v Předlitavsku
Od roku 1861 reprezentovala české hnutí v Říšské radě volně utvořená Národní strana (staročeská). Mezi českojazyčnou populací na Moravě to byla Moravská národní strana. Jejich spojencem byla Strana konzervativního velkostatku, která rovněž podporovala české státní právo, ovšem nebyla jednoznačně orientována na jazykově definované národovectví. V roce 1874 vznikla oficiálně Národní strana svobodomyslná (mladočeská), která se definovala jako liberální, pokroková a demokratická alternativa konzervativně-liberálním staročechům. Mladočeši odmítali politiku pasivní rezistence, kterou razil František Ladislav Rieger (bojkot zemských sněmů i Říšské rady coby výraz opozice proti ústavnímu směřování státu). Po překonání tohoto sporu (po volbách roku 1879 vstoupili všichni čeští poslanci na Říšskou radu) byl v parlamentu utvořen Český klub, který volně spojoval všechny čtyři české politické proudy (tedy staročechy, mladočechy, konzervativní velkostatek i moravské poslance). Tato jednota se od druhé poloviny 80. let vytrácela a koncem dekády došlo k otevřené rivalitě mezi staročechy a mladočechy. Mladočeská strana byla kritická k výsledkům české účasti ve vládě Eduarda Taaffeho, podporovala zásadnější volební reformy a profilovala se jako nacionálně radikálnější alternativa. Ve volbách do Říšské rady roku 1891 byli staročeši téměř vymazáni z politické mapy a drtivou většinu českých mandátů v Říšské radě získali mladočeští politici.
Období mladočeské dominance ovšem trvalo jen krátce. Již během 90. let dochází v souvislosti s rozšířením volebního práva k vzniku mnoha nových politických stran. V roce 1894 vznikla Křesťansko-sociální strana v Čechách, roku 1897 Národní strana katolická v království Českém. Nastal i vznik samostatné České agrární strany, která zpočátku existovala coby Sdružení českých zemědělců v rámci mladočeského bloku, od roku 1899 ovšem jako zcela samostatný politický subjekt. I sociálně demokratická strana se roku 1893 po předchozí existenci v rámci celostátní rakouské sociální demokracie oddělila do nezávislého politického subjektu pro českou populaci, s vlastní organizační strukturou. Stejně jako v případě německorakouského politického spektra došlo i v českém prostředí v reakci na vzestup sociálních demokratů k utvoření strany národních dělníků (Česká strana národně sociální, založená roku 1897). Českoslovanská sociální demokracie se ovšem počátkem 20. století posouvala k větší organizační samostatnosti. V reakci na to roku 1911 vznikla Česká sociálně demokratická strana v Rakousku (takzvaní centralisté), která prosazovala integrovanější supraetnické celorakouské dělnické hnutí. Kromě Rakouského Slezska ovšem nezískala výraznější podporu. Na přelomu století také vznikly menší politické strany pokrokové orientace Česká strana radikálně pokroková (1897), Česká strana státoprávní (1899) nebo Česká strana lidová (1900).
Analogický, ovšem časově opožděný proces diferenciace politického spektra probíhal i na Moravě, kde se v 90. letech vyčlenila mladočesky orientovaná Lidová strana na Moravě. Roku 1899 tu vznikla Moravsko-slezská křesťansko-sociální strana na Moravě a už předtím roku 1896 Katolická strana národní na Moravě. V Rakouském Slezsku se kvůli malému početnímu stavu etnicky české populace vznik jednotlivých stavovských a ideologických subjektů opozdil ještě výrazněji.
Po volbách roku 1907 bylo z celkem 108 českých poslanců Říšské rady 28 agrárníků, 26 mladočechů a staročechů, 24 sociálních demokratů a 17 klerikálů.

#### Vývoj politického spektra Poláků v Předlitavsku
Po celé období existence Říšské rady na ní fungoval početný Polský klub. Ten ovšem, podobně jako Český klub, představoval jen volnou alianci několika politických proudů mezi polskou populací. Některé z nich dokonce v různých obdobích Polský klub opustily a působily v parlamentu zcela samostatně, celkově ale byl Polský klub dlouhodobou a reprezentativní platformou polského politického spektra.
V rámci Polského klubu hráli, zejména na počátku, významnou roli konzervativní šlechtici. Ti se rozdělovali na dvě frakce: stańczycy ze západní Haliče a podolacy z východní Haliče. Liberální světonázor reprezentovala Polská demokratická strana.
Od konce 19. století rychle přibývaly další polské politické strany. Národovecké hnutí endecja (národní demokraté, též všepoláci) se profilovalo jako hlavní odpůrce národnostních snah východohaličských Ukrajinců a vystupovalo i proti židům. Významný byl mezi Poláky, vzhledem k vysokému podílu venkovského obyvatelstva, agrární tábor. Roku 1895 vznikla Polská lidová strana, která se po rozkolu v roce 1913 rozdělila na dvě nástupnické strany: Polskie Stronnictwo Ludowe „Piast“ a Polskie Stronnictwo Ludowe Lewica. První agrární stranou ovšem od roku 1893 byl Związek Stronnictwa Chłopskiego, který se ale na rozdíl od lidové strany definoval prokatolicky a byl tak zároveň i předchůdcem klerikálních stran. Roku 1896 pak vznikl subjekt Stronnictwo Chrześcijańsko-Ludowe, který se inspiroval křesťansko-sociálními a sociálně reformistickými proudy, včetně antisemitismu. V roce 1906 se Stronnictwo Chrześcijańsko-Ludowe sloučilo se stranou Stronnictwo Katolicko-Narodowe a vznikl tak nový subjekt nazvaný Polskie Centrum Ludowe (polský střed, polské centrum), který se snažil překonat užší definici klerikální strany. Významná část jeho členů se ale po krátké době sblížila s národními demokraty (endecja) a roku 1909 s ní utvořila v parlamentu (Říšská rada) Związek Narodowo-Ludowy.
K změnám docházelo i mezi staršími politickými proudy. Národní demokraté se v roce 1905 ustavili jako Stronnictwo Narodowo-Demokratyczne. Stańczycy se roku 1907 přetvořili do Strany národní pravice (Stronnictwo Prawicy Narodowej). Od liberální Polské demokratické strany se roku 1911 oddělila menší strana Stronnictwo Postępowo-Demokratyczne, hlásíci se k tradičnímu liberalismu a národnostní toleranci. Zcela novým prvkem pak byla Polská sociálně demokratická strana Haliče a Slezska, založená roku 1892, která podobně jako čeští sociální demokraté fakticky působila nezávisle na celorakouské sociální demokracii.

#### Vývoj politického spektra Ukrajinců v Předlitavsku
Ukrajince (nazýváni též Rusíni, Malorusové) na Říšské radě zastupoval Rusínský klub. Mezi Ukrajinci se vyprofilovaly dva základní politické proudy: starorusíni a mladorusíni. Roku 1890 vznikla Ukrajinská radikální strana, která podporovala program zemědělských reforem a byla národovecky a antiklerikálně orientovaná. Roku 1899 se z ní vydělily Ukrajinská sociálně demokratická strana a Ukrajinská národně demokratická strana. Dalším novým subjektem pak byla Ukrajinská křesťansko-sociální strana.

#### Vývoj politického spektra Slovinců v Předlitavsku
Podobně jako u Čechů byli Slovinci v rakouském parlamentu zpočátku zastoupeni volně strukturovanou Slovinskou národní stranou. A podobně jako v českém případě došlo později k utvoření dvou skupin, zčásti generačně vymezených: staroslovinci a mladoslovinci. V pozdější době, od 90. let 19. století, dominovala slovinské politické scéně klerikální Katoliška narodna stranka (Katolická národní strana) a roku 1894 v reakci na to i Narodno napredna stranka (Národní pokroková strana). Konzervativní katolická strana dominovala na venkově, liberální pokrokáři ve městech. V roce 1905 se Katolická národní strana přejmenovala na Slovenska ljudska stranka.

#### Vývoj politického spektra Italů v Předlitavsku
Mezi Italy v Předlitavsku byly trvale dominantní dva politické proudy: klerikální a národně liberální. Oba se hlásily k italskému národnímu hnutí, v případě národních liberálů byly silné navíc i tendence k separatismu. Někteří italští poslanci zasedali v 80. letech 19. století v menším centristickém Coroniniho klubu, jehož složení bylo etnicky pestré (Němci, Italové, Slovani). Specifickou platformou byli tzv. austriacanti, tedy etničtí Italové v Tyrolsku, kteří ale byli loajální k Rakousku a odmítali autonomistické a separatistické italské hnutí. Na počátku století se mezi Italy etablovali i socialisté (sociální demokraté).

#### Vývoj politického spektra Chorvatů a Srbů v Předlitavsku
V Dalmácii v roce 1861 existovaly dva hlavní politické bloky: Národní strana a tzv. autonomaši, též pejorativně talijanaši. Národní strana se hlásila k chorvatskému národnímu hnutí a podporovala spojení Dalmácie a Chorvatsko-slavonského království, popřípadě dalších etnicky chorvatských regionů monarchie. Autonomaši byli naopak orientováni proitalsky, odmítali chorvatské státoprávní aspirace a místo nich prosazovali specifickou dalmatskou zemskou identitu, v níž chorvatská etnicita hrála roli spíše folklórního, kulturního prvku. V 70. a 80. letech 19. století zasedali často chorvatští národně orientovaní poslanci na Říšské radě v supraetnickém Hohenwartově klubu, který sdružoval federalistické síly různých národů monarchie. Později rostl vliv radikálněji státoprávně orientované chorvatské Strany práva (tzv. pravaši). Po spojení Národní strany a Strany práva roku 1905 vznikla Chorvatská strana (Hrvatska stranka). Od roku 1905 existovala i Hrvatska demokratska stranka. Od Strany práva se také odtrhla menší Čista stranka prava.
Srbská menšina v Dalmácii se v jistých obdobích podílela na činnosti Národní strany společně s Chorvaty, později existovala i samostatná Srbská národní strana.

#### Vývoj politického spektra Rumunů v Předlitavsku
Po rakousko-uherském vyrovnání byla velká většina etnicky rumunské populace monarchie zahrnuta do zalitavské části soustátí. V Předlitavsku zůstala jen rumunská populace v korunní zemi Bukovina. Na Říšské radě v některých obdobích fungoval samostatný Rumunský klub. Rumuni se jako jiné národnosti dělili politicky na konzervativce (často z řad statkářských vrstev) a liberály. Okolo roku 1900 se uvádí v Bukovině rumunská Demokratická strana (Partidul Democratic), ve stejném období i Demokratická rolnická strana (Partidul Țărănesc Democrat).

#### Vývoj politického spektra židů v Předlitavsku
Na rozdíl od jednotlivých předlitavských etnik nezakládaly osoby židovského vyznání, až na výjimky, samostatné politické strany. Z hlediska národnostního se totiž velká většina židů přikláněla k jiným národním hnutím. Zejména v 60. a 70. letech 19. století byli v německorakouském táboře mnozí židé aktivní v liberální Ústavní straně, což platilo i židy z českých zemí, kde ovšem postupně sílilo i českožidovské hnutí, prosazující identifikaci židů s českým národním hnutím, takže židé byli zastoupeni i mezi členy staročeské či mladočeské strany. Například Adolf Stránský vedl moravské mladočechy. Podobně v řadách Polského klubu zasedali četní židé. Například Josef Gold náležel k polským nacionalistům ze strany endecja. Další platformou pro politickou angažovanost židů bylo sociálně demokratické hnutí, které odmítalo nacionalismus a antisemitismus a jehož někteří význační poslanci byli židovského původu.
Specifické podmínky pro zcela samostatné židovské politické subjekty se vytvořily až s nástupem sionismu a konceptu národního židovství (tedy Židé jako svébytný národ, který má hájit své zájmy mezi ostatními etniky Předlitavska). Po volbách roku 1907 usedli na Říšskou radu čtyři sionisté (Židovská národní strana). V Haliči kromě toho Adolf Gross na přelomu století vedl malou formaci Demokratická strana nezávislých židů.

## Volby do Říšské rady
V období přímých voleb se konalo osm voleb do Poslanecké sněmovny Říšské rady.
- Volby do Říšské rady 1873 – První přímé volby. V Poslanecké sněmovně Říšské rady dominovala s 218 mandáty z celkových 353 německá liberální Ústavní strana. Opozici reprezentoval Polský klub se 49 poslanci a klub Strany práva s 44 poslanci. Většina českých poslanců Říšskou radu bojkotovala, stejně jako zástupci některých dalších národností.
- Volby do Říšské rady 1879 – Výrazné posílení konzervativních a federalistických sil a oslabení Ústavní strany. Návrat Čechů na Říšskou radu. Zrod nové parlamentní většiny zahrnující Polský klub, Český klub a Stranu práva.
- Volby do Říšské rady 1885 – První volby po rozšíření volebního práva Taaffeho reformou roku 1882. Potvrzení stávajících silových poměrů. Dominance konzervativních a federalistických sil.
- Volby do Říšské rady 1891 – Propad staročechů a nástup radikálnějších mladočechů rozbil dosavadní parlamentní většinu.
- Volby do Říšské rady 1897 – První volby po dalším rozšíření volebního práva Badeniho reformou roku 1896. Posílení klerikálních a nacionálních proudů mezi rakouskými Němci, oslabení liberálů, v českém táboře trvající dominance mladočechů. Celkově fragmentace Poslanecké sněmovny podle stavovských a etnických linií. První poslanci zvolení za sociální demokracii.
- Volby do Říšské rady 1901 – Pokračující dezintegrace stranického spektra v období národnostních a sociálních sporů.
- Volby do Říšské rady 1907 – První volby po zavedení všeobecného a rovného volebního práva. Úspěch sociálních demokratů všech národností i klerikálů, v českém táboře také nástup agrární strany.
- Volby do Říšské rady 1911 – Jisté oslabení sociálních demokratů a klerikálů vzhledem k taktickému hlasování ve 2. kole voleb. Trvající fragmentace parlamentu a významná role národoveckých stran.

Panská sněmovna zůstala po celé období nevolenou horní komorou, jejíž členové byli převážně doživotně jmenováni.

## Funkční období a seznamy poslanců Poslanecké sněmovny Říšské rady
Trvání Poslanecké sněmovny Říšské rady se dělí na 12 funkčních období (do roku 1873 vymezených volbou poslanců zemskými sněmy, po roce 1873 volebním cyklem mezi jednotlivými přímými volbami do sněmovny).
- I. volební období: 1861–1865
- II. volební období: 1867–1870
- III. volební období: 1870–1871
- IV. volební období: 1871–1873
- V. volební období: 1873–1879
- VI. volební období: 1879–1885
- VII. volební období: 1885–1891
- VIII. volební období: 1891–1897
- IX. volební období: 1897–1901
- X. volební období: 1901–1907
- XI. volební období: 1907–1911
- XII. volební období: 1911–1918